# Mangrovesmaragd
Mangrovesmaragd (Chrysuronia boucardi) är en fågel i familjen kolibrier. Den är endemisk för Costa Rica. Arten är upptagen på IUCN:s röda lista över hotade arter, kategoriserad som starkt hotad.

## Utseende och läte
Mangrovesmaragden är en medelstor (9,5 cm), brons- och grönfärgad kolibri. Hanen är ljusgrön på hjässa och ovansida med bronsfärgad ton på övergumpen och bronsgrön stjärt. Undertill är den turkosgrön på strupe och bröst, medan resten av undersidan är vitaktig med ljusgröna fläckar på bröstet och kroppssidorna. Näbben är mörk med rödaktig undre näbbhalva. Honan liknar hanen med mestadels vit undersida och viss mängd gröna fläckar på strupen och sidorna. Lätet beskrivs som ett mjukt "djt" och ett snabbt fallande kvitter.

## Utbredning och systematik
Fågeln förekommer lokalt längs Costa Ricas västkust (från Nicoyaviken till Dulceviken). Den behandlas som monotypisk, det vill säga att den inte delas in i några underarter.

### Släktestillhörighet
Mangrovesmaragden placeras traditionellt i släktet Amazilia. Genetiska studier visar att arterna i släktet inte står varandra närmast. Intialt behölls mangrovesmaragden tentativt i Amazilia eftersom den inte testats genetiskt. Senare studier visar att den står närmast i Chrysuronia och placeras därför däri.

## Namn
Fågelns vetenskapliga artnamn hedrar franske naturforskaren Adolphe Boucard (1839–1904) som samlade in typexemplaret.

## Status
IUCN kategoriserar arten som starkt hotad.